# 北海道道364号本別海別海停車場線
北海道道364号本別海別海停車場線（ほっかいどうどう364ごう ほんべっかいべっかいていしゃじょうせん）は、北海道別海町内を結ぶ一般道道である。

## 概要
別海町本別海地区と旧別海駅を結ぶ路線であり、西別川左岸を走る。なお、本路線の名称における「別海」は、ほかの「別海」の名称が含まれる道道と同様、「べっかい」と読むが、別海町は公的な読みを「べつかいちょう」としている。
一方で、路線の起点である同町の「本別海」の読みは「ほんべっかい」であり、旧JR別海駅も「べっかい」と読ませていた。

### 路線データ
- 起点：北海道野付郡別海町本別海（国道244号交点）
- 終点：北海道野付郡別海町別海旭町（旧JR北海道 標津線 別海駅跡）
- 実延長：14.6km

## 歴史
- 1961年（昭和36年）3月31日 路線認定[3]。

## 路線状況

### 重複区間
- 別海町別海旭町（国道243号、北海道道8号根室中標津線）

## 地理

### 通過する自治体
- 根室振興局
  - 野付郡別海町

### 主な接続道路
別海町
- 国道244号 - 本別海（起点）
- 国道243号 - 別海旭町（重複）